# 1917 год в кино

## Фильмы

### Мировое кино
- «Клеопатра»/Cleopatra, США (реж. Гордон Эдвардс)
- «Кровавая роза»/The Rose of Blood, США (реж. Гордон Эдвардс)
- «Ребекка с фермы Саннибрук»/Rebecca of Sunnybrook Farm, США (реж. Маршалл Нилан)
- «Брчко в Загребе» — первый хорватский игровой фильм.
- «Алмазный фонд»/Die Diamantenstiftung, Германия (реж. Йоханнес Гутер)

#### ФильмыЧарли Чаплина
- «Тихая улица»/Easy Street
- «Лечение»/The Cure, др. название — The Water Cure
- «Иммигрант»/The Immigrant, др. названия — Broke / Hello U.S.A. / A Modern Columbus / The New World
- «Искатель приключений»/The Adventurer

### Российское кино
- «Аннушкино дело», (реж. А. Уральский)
- «Венчал их Сатана», (реж. Вячеслав Висковский)
- «За счастьем», (реж. Евгений Бауэр)
- «Истерзанные души»/«На суд людской», (реж. Владимир Касьянов)
- «И тайну поглотили волны», (реж. Чеслав Сабинский)
- «Как они лгут», (реж. Вячеслав Висковский)
- «Кобра капелла»/«Женщина-змея», (реж. Владимир Касьянов)
- «Козы… Козочки… Козлы», (реж. Иван Перестиани)
- «Король Парижа», (реж. Евгений Бауэр, Ольга Рахманова)
- «Набат», (реж. Евгений Бауэр)
- «Не надо крови»/«Дело Ольги Перновской», (реж. Яков Протазанов)
- «Под обломками самодержавия», (реж. Вячеслав Висковский)
- «Провокатор», (реж. Виктор Турин)
- «Прокурор», (реж. Яков Протазанов)
- «Революционер», (реж. Евгений Бауэр)
- «Сатана ликующий», (реж. Яков Протазанов)
- «Так было, но так не будет»/«Канун свободы»/«Так было до 1 марта», (реж. Николай Ларин)
- «Умирающий лебедь», (реж. Евгений Бауэр)
- «У камина», (реж. Пётр Чардынин)
- «Царские опричники»/«Из золочёных мундиров» — в арестантские халаты», (реж. Георгий Инсаров, Николай Салтыков)

## Знаменательные события
1 июня — демонстрация первого советского документального фильма «Долой 10 министров-капиталистов», оператор Александр Лемберг.

## Персоналии

### Родились
- 24 января — Эрнест Боргнайн, американский актёр.
- 23 апреля — Георгий Вицин, советский актёр театра и кино, народный артист СССР (1990).
- 16 мая — Джордж Гейнз, американский актёр.
- 10 июля — Александр Ренков, советский кинооператор.
- 18 августа — Журахон Рахмонов, советский актёр театра и кино, заслуженный артист УзССР (1974).
- 7 ноября — Пётр Чернов, советский актёр театра и кино, народный артист СССР (1976).
- 5 декабря — Людмила Александровская, советский художник кино.

### Скончались
- 22 июня — умер Евгений Бауэр (род. 1865), российский режиссёр немого кино.
- 20 декабря — в автомобильной катастрофе погиб Эрик Кэмпбелл (Eric Campbell) (род. в 1879), комический актёр эпохи немого кино, знаменитый «Голиаф» Чаплина.